# Pierwszy błąd
Pierwszy błąd – utwór zespołu Ira pochodzący z ich siódmej studyjnej płyty zatytułowanej Ogień. Kompozycja została zamieszczona na dwunastej ostatniej pozycji, trwa 3 minuty i 52 sekundy i jest trzecim utworem co do najdłuższych na płycie.
Tekst utworu opowiada o tym że bardzo łatwo w dzisiejszych czasach jest popełnić błąd, dzięki któremu bardzo szybko można spaść na samo dno i wszystko stracić. Autorem tekstu utworu jest Wojciech Byrski. Gościnnie w utworze na instrumentach perkusyjnych zagrał Łukasz Moskal.
Początkowo brzmienie utworu rozpoczyna się "balladowo", jednak w refrenie piosenki słychać już ostre i melodyjne gitarowe riffy, utwór posiada także melodyjną solówkę gitarową w wykonaniu Marcina Bracichowicza. Kompozytorami utworu są gitarzysta Sebastian Piekarek oraz basista Piotr Sujka.
Utwór nigdy nie został zagrany na koncercie grupy.

## Twórcy
Ira
- Artur Gadowski – śpiew, chórki
- Wojciech Owczarek – perkusja
- Piotr Sujka – gitara basowa, chór
- Sebastian Piekarek – gitara, chór
- Maciej Gładysz – gitara
- Marcin Bracichowicz – gitara

Muzycy sesyjni
- Łukasz Moskal – instrumenty perkusyjne

Produkcja
- Nagrań dokonano: sierpień 2003 – luty 2004 w Studio K&K w Radomiu
- Produkcja: Mariusz Musialski ("Elmariachi Management")
- Produkcja muzyczna: Sebastian Piekarek, Marcin Trojanowicz
- Realizacja nagrań: Marcin Trojanowicz
- Mix: Marcin Trojanowicz
- Mastering: Grzegorz Piwkowski
- Projekt okładki, multimedia: Twister.pl